# Cupó corregut

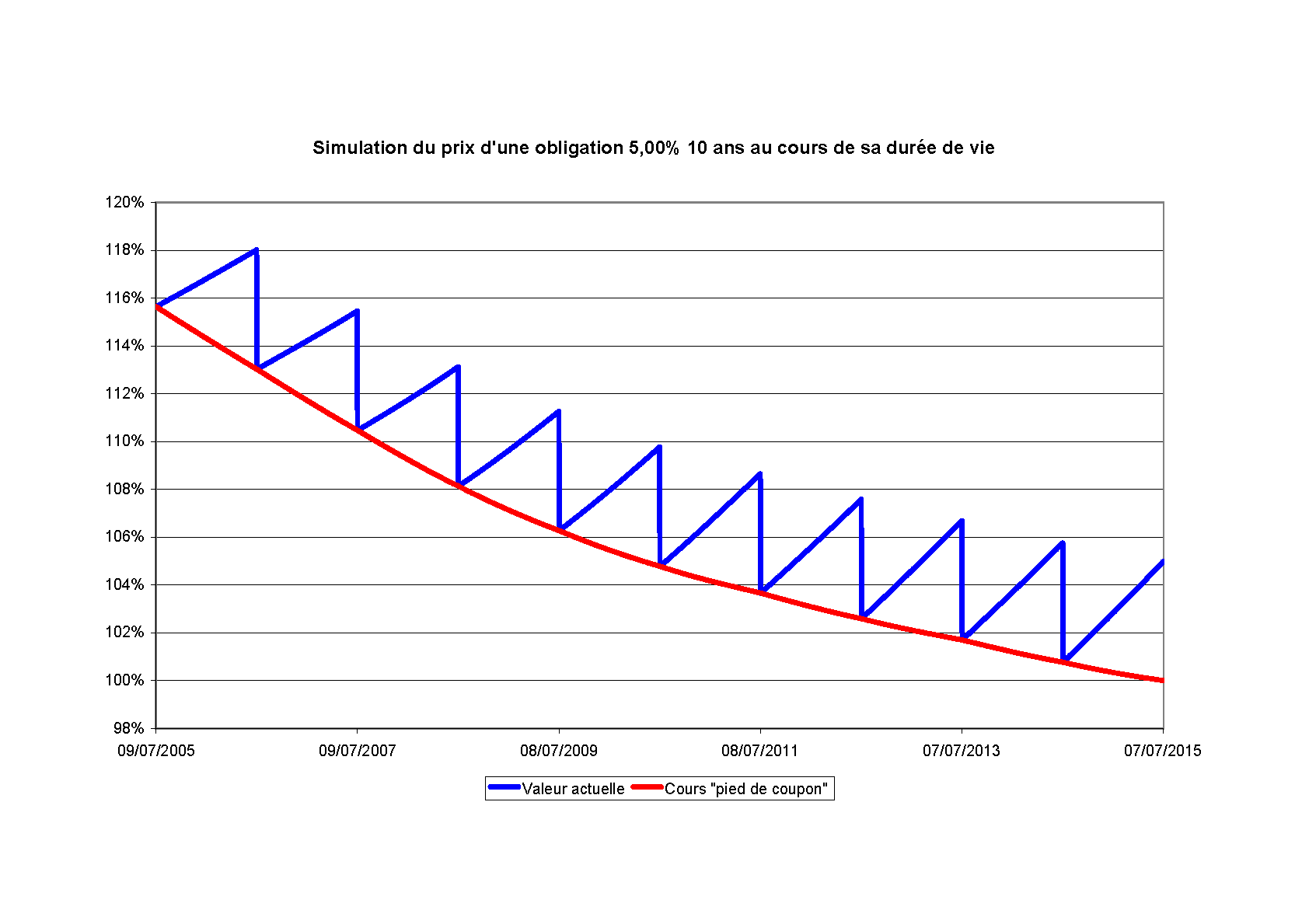
Una obligació a 5 anys amb el preu brut i el preu ex-cupó

El cupó corregut (en anglès: Accrued interest) és el percentatge del pagament d'un cupó que s'ha meritat des de l'anterior cupó. Per tant, és la diferència entre el preu brut d'un bo i el preu ex-cupó.
Els bons, així com d'altres instruments financers de renda fixa, paguen cupons als tenedors dels bons -bonistes- en uns terminis regulars per compensar-los el valor temporal del diner. Un cop efectuat un pagament d'un bo en la data determinada, comença a transcórrer el temps, generalment semi-anualment, durant el qual el següent cupó es va meritant, fins que arribat novament el termini es fa efectiu el següent cupó. En aquest termini, generalment 6 mesos, el preu brut del bo va incorporant, dia rere dia, la part del cupó meritat, que és el que es coneix com a cupó corregut, provocant que si es representa gràficament el preu d'un bo, aquest tingui forma de serra. Per contra, si es resta del preu de cotització d'un bo el cupó corregut, s'obté el preu ex-cupó. La valoració del cupó corregut es fa basant-se en l'any comercial, la rendibilitat a nominal del cupó, i el nombre de dies que manquen perquè es faci efectiu el següent pagament. Els preus de cotització dels bons en el mercats són preus ex-cupó

## Càlcul
El percentatge del pagament d'un cupó que s'ha meritat des del pagament de l'anterior cupó és:
{\displaystyle I_{A}=T\times C}
On:
- IA és el cupó corregut (interès acumulat encara no pagat)
- C és l'import del cupó, tq. C= Nominal x rendibilitat a nominal (interès que ofereix el cupó)
- T és el període, tq. T= dies transcorreguts des de l'anterior pagament / dies que triga en pagar-se en cupó (si es paga 1 cop l'any serà 360 dies, si es paga mensualment serà 30 dies)